# Pénzcsonkítás
A pénzcsonkítás olyan cselekmény, melynek során a nemesfémből készült érmék anyagából reszeléssel, kaparással, időnként nyírással, esetleg vegyi vagy elektrokémiai úton valamennyit elvesznek, majd az érmét névértéken továbbadják, a kinyert nemesfémet pedig fémértéken értékesítik. A péncsonkítás gyakori bűncselekmény volt az értékpénzek korában, elkövetését a pénzhamisításhoz hasonló szigorral (némikor halállal) büntették.
A huszadik század közepéig tömegesen készültek forgalmi érmék nemesfémből, mindenekelőtt ezüstből és aranyból. Mivel ezek a fémek viszonylag lágyak, a forgalomban kopásnak vannak kitéve, a törvény pedig megszabta, hogy mekkora tömegveszteségig volt egy érme forgalomban tartható (lásd pl. a törvényt a koronaérték bevezetéséről). Emiatt egy kisebb mértékű pénzcsonkítás nem keltett feltűnést.
- Ép siliqua
- Részben csonkított siliqua
- Csonkított siliqua

A korai pénzverés idején a fémet sokszor körülnyírással követték el, ennek megakadályozására eleinte széldíszeket (például az éremkép kerületén körülfutó gyöngysort) használtak. A gépi pénzverés később lehetővé tette a peremdíszek (ezek közül legegyszerűbb a recézés) és peremiratok alkalmazását, melyek bevezetése Isaac Newton nevéhez kötődik, aki 1699-től haláláig a Royal Mint mestere volt.
Mostanra a pénzcsonkítás megszűnt, mivel az érmék már nagy keménységű nem nemesfémekből készülnek. A szél- és peremdíszek viszont nem tűntek el, fő funkciójuk a látássérültek címletfelismerésének segítése és a díszítés.